# Royal Institute of British Architects
The Royal Institute of British Architects (RIBA) er en organisation for arkitekter primært i Storbritannien, men også internationalt, der blev grundlagt for at fremme udvikling i arkitektur med royal charter tildelt i 1837. I 1971 blev der givet et nyt royal charter.
Organisationen blev grundlagt som Institute of British Architects i London i 1834, og RIBA har stadig hovedkvarter i det centrale London på 66 Portland Place, samt et netværk af regionale kontorer. Medlemmerne har spillet en stor rolle med at få udbredt uddannelse i arkitektur i Storbritannien; RIBA Library, der også blev etableret i 1834, er ét af de tre største arkitekturbiblioteker i verden og det største i Europa. RIBA spilledes også en vigtig rolle i udviklingen af registreringsorganer af Storbritanniens arkitekter.
Insistuttet administrerer nogle af de ældste arkitekturpriser i verden inklusive President's Medals, Royal Gold Medal og Stirling Prize. Ligeledes bliver RIBA Competitions, der organiserer arkitektur og designrelaterede konkurrencer, styret af RIBA.
I 1898 blev de første kvindelige medlemmer tilladt, og den første kvindelige præsident blev udnævnt i 2009.

## Præsidenter
- 1835–1859 Thomas Philip Earl de Grey
- 1860–1861 Charles Robert Cockerell
- 1861–1863 William Tite
- 1863–1865 Thomas Leverton Donaldson
- 1865–1867 Alexander James Beresford-Hope
- 1867–1870 William Tite[a]
- 1870–1873 Thomas Henry Wyatt
- 1873–1876 George Gilbert Scott
- 1876–1879 Charles Barry, Jr.
- 1879–1881 John Whichcord Jr.
- 1881–1881 George Edmund Street[b]
- 1882–1884 Horace Jones
- 1884–1886 Ewan Christian
- 1886–1887 Edward I'Anson
- 1888–1890 Alfred Waterhouse
- 1891–1894 John Macvicar Anderson
- 1894–1896 Francis Penrose
- 1896–1899 George Aitchison
- 1899–1902 William Emerson
- 1902–1904 Aston Webb
- 1904–1906 John Belcher
- 1906–1908 Thomas Edward Collcutt
- 1908–1910 Ernest George
- 1910–1912 Leonard Stokes
- 1912–1914 Reginald Blomfield
- 1914–1917 Ernest Newton
- 1917–1919 Henry Thomas Hare
- 1919–1921 John William Simpson
- 1922–1923 Paul Waterhouse
- 1923–1925 John Alfred Gotch
- 1925–1927 Edward Guy Dawber
- 1927–1929 Walter Tapper
- 1929–1931 Banister Flight Fletcher
- 1931–1933 Raymond Unwin
- 1933–1935 Giles Gilbert Scott
- 1935–1937 Percy Thomas
- 1937–1939 Harry Stuart Goodhart-Rendel
- 1939–1940 Edwin Stanley Hall
- 1940–1943 William Henry Ansell
- 1943–1946 Sir Percy Thomas[a]
- 1946–1948 Lancelot Keay
- 1948–1950 Michael Waterhouse
- 1950–1952 Andrew Graham Henderson
- 1952–1954 Howard Robertson
- 1954–1956 Charles Herbert Aslin
- 1956–1958 Kenneth Cross
- 1958–1960 Basil Spence
- 1960–1962 William Holford
- 1962–1964 Robert Hogg Matthew
- 1964–1965 Donald Evelyn Edward Gibson
- 1965–1967 Lionel Gordon Baliol Brett
- 1967–1969 Hugh Wilson
- 1969–1971 Peter Faulkner Shepheard
- 1971–1973 Alex Gordon
- 1973–1975 Fred Pooley
- 1975–1977 Eric Lyons
- 1977–1979 Gordon Graham
- 1979–1981 John Brian Jefferson
- 1981–1983 Owen Luder
- 1983–1985 Michael Manser
- 1985–1987 Larry Rolland
- 1987–1989 Rod Hackney
- 1989–1991 Maxwell Hutchinson
- 1991–1993 Richard MacCormac
- 1993–1995 Frank Duffy
- 1995–1997 Owen Luder[a]
- 1997–1999 David Rock
- 1999–2001 Marco Goldschmied
- 2001–2003 Paul Hyett
- 2003–2005 George Ferguson
- 2005–2007 Jack Pringle
- 2007–2009 Sunand Prasad
- 2009–2011 Ruth Reed[1]
- 2011–2013 Angela Brady
- 2013–2015 Stephen Hodder[2]
- 2015–2017 Jane Duncan[3]
- 2017–2019 Ben Derbyshire[4]
- 2019–2021 Alan Jones[5]
- 2021–2023 Simon Allford[6]